# پاول ماوه
پاول ماوه (انگلیسی: Paul Maue؛ زادهٔ ۴ ژانویهٔ ۱۹۳۲) دوچرخه‌سوار اهل آلمان است.